# Meagan Duhamel
Meagan Duhamel (Greater Sudbury, 8 dicembre 1985) è un'ex pattinatrice artistica su ghiaccio canadese.

## Biografia
Nei primi anni della carriera Duhamel ha gareggiato sia nella competizione individuale che in quella di coppia, pattinando insieme a Ryan Arnold. In seguito per tre stagioni, fino alla primavera del 2010, ha gareggiato con Craig Buntin, con cui ha vinto un bronzo ai Campionati dei Quattro continenti.
In coppia con Eric Radford ha vinto i campionati mondiali del 2015 e del 2016, l'argento nella gara a squadre alle Olimpiadi di Soči 2014, due bronzi mondiali (del 2013 e 2014), due ori ai Campionati dei Quattro continenti e quattro campionati canadesi.
Ha rappresentato il Canada ai Giochi olimpici di Pyeongchang 2018, vincendo la medaglia d'oro nella gara a squadre, con Patrick Chan, Kaetlyn Osmond, Gabrielle Daleman, Eric Radford, Tessa Virtue e Scott Moir. In seguito è arrivato anche il bronzo vinto nel pattinaggio a coppie (230.15 punti) dietro i cinesi Sui Wenjing ed Han Cong (235.47 punti) e i tedeschi Aljona Savchenko e Bruno Massot (235.90 punti).

## Palmarès

### Con Radford
| Internazionali | Internazionali | Internazionali | Internazionali | Internazionali | Internazionali | Internazionali | Internazionali | Internazionali |
| Evento | 2010–11        | 2011–12        | 2012–13        | 2013–14        | 2014–15        | 2015–16        | 2016–17        | 2017–18        |
| --- | -------------- | -------------- | -------------- | -------------- | -------------- | -------------- | -------------- | -------------- |
| Giochi olimpici invernali                                                                                                  |                |                |                | 7°             |                |                |                | 3°             |
| Campionati mondiali | 7°             | 5°             | 3°             | 3°             | 1°             | 1°             | 7°             | R              |
| Quattro continenti | 2°             | 4°             | 1°             |                | 1°             | R              | 2°             |                |
| GP Final |                | 5°             | 4°             | 5°             | 1°             | 2°             | 3°             | 3°             |
| GP Trophée Eric Bompard |                | 3°             | 2°             | 2°             |                |                |                |                |
| GP NHK Trophy |                |                |                |                | 1°             | 1°             | 1°             |                |
| GP Skate Canada | 5°             | 3°             | 2°             | 3°             | 1°             | 1°             | 1°             | 1°             |
| GP Skate America |                |                |                |                |                |                |                | 3°             |
| CS Autumn Classic |                |                |                |                | 1°             |                |                | 2°             |
| CS Finlandia |                |                |                |                |                |                | 1°             |                |
| Nebelhorn Trophy | 3°             |                |                |                |                |                |                |                |
| Autumn Classic |                |                |                |                |                | 1°             |                |                |
| Nazionali |                |                |                |                |                |                |                |                |
| Campionati canadesi | 2°             | 1°             | 1°             | 1°             | 1°             | 1°             | 1°             | 1°             |
| Eventi a squadre |                |                |                |                |                |                |                |                |
| Giochi olimpici invernali                                                                                                  |                |                |                | 2° S 2° P      |                |                |                | 1° S           |
| World Team Trophy |                | 3° S 2° P      | 2° S 2° P      |                | 4° S 2° P      |                |                |                |
| Team Challenge Cup |                |                |                |                |                | 1° S 1° P      |                |                |
| R = Ritirati S = Risultato della squadra; P = Risultato personale. Medaglie assegnate solo per il risultato della squadra. |                |                |                |                |                |                |                |                |

### Con Buntin
| Internazionali          | Internazionali | Internazionali | Internazionali |
| Evento                  | 2007–08        | 2008–09        | 2009–10        |
| ----------------------- | -------------- | -------------- | -------------- |
| Campionati mondiali     | 6°             | 8°             |                |
| Quattro continenti      |                | 4°             | 3°             |
| GP Cup of China         |                |                | 4°             |
| GP Skate America        |                | 4°             | R              |
| GP Skate Canada         | 6°             |                |                |
| GP Trophée Eric Bompard |                | 3°             |                |
| Nebelhorn Trophy        | 2°             |                |                |
| Nazionali               |                |                |                |
| Campionati canadesi     | 3°             | 2°             | 3°             |
| R = Ritirati            |                |                |                |

### Con Arnold
| Internazionali         | Internazionali | Internazionali |
| Evento                 | 2004–05        | 2005–06        |
| ---------------------- | -------------- | -------------- |
| Golden Spin            |                | 1°             |
| Nebelhorn Trophy       |                | 2°             |
| Internazionali: Junior |                |                |
| Campionati mondiali    | 8°             |                |
| JGP Serbia             | 5°             |                |
| Nazionali              |                |                |
| Campionati canadesi    | 8°             | 6°             |

### Individuale femminile
| Internazionali         | Internazionali | Internazionali | Internazionali | Internazionali | Internazionali | Internazionali |
| Evento                 | 2001–02        | 2002–03        | 2003–04        | 2004–05        | 2005–06        | 2006–07        |
| ---------------------- | -------------- | -------------- | -------------- | -------------- | -------------- | -------------- |
| Quattro continenti     |                |                |                |                | 5°             |                |
| Golden Spin            |                |                |                |                | 2°             |                |
| Internazionali: Junior |                |                |                |                |                |                |
| Campionati mondiali    |                | 13°            |                |                |                |                |
| JGP Final              |                |                |                | 5°             |                |                |
| JGP Francia            |                | 4°             |                | 1°             |                |                |
| JGP Romania            |                |                |                | 5°             |                |                |
| JGP Slovacchia         |                | 12°            | 6°             |                |                |                |
| JGP Svezia             | 8°             |                |                |                |                |                |
| Triglav Trophy         | 5th J          |                |                |                |                |                |
| Nazionali              |                |                |                |                |                |                |
| Campionati canadesi    | 4° J           | 1° J           | 10°            | 7°             | 4°             | 6°             |
| J = Junior             |                |                |                |                |                |                |